# Rijksweg 32
Der Rijksweg 32 (Abkürzung: RW 32) – Kurzform: Autosnelweg 32 (Abkürzung: A32) / Autoweg 32 (Abkürzung: N32) –  ist eine niederländische Autobahn, die Meppel mit Leeuwarden verbindet. Er beginnt am Knooppunt Lankhorst (A28). Am Knooppunt Heerenveen ist die A32 mit der A7 verbunden.
Durch den zunehmenden Autoverkehr in den Norden der Niederlande gibt es oft Staus auf der A32, insbesondere nahe dem Knooppunt Lankhorst. Zur Entlastung des A32 wurde die A28 zwischen Zwolle und dem Knooppunt Lankhorst auf drei Fahrspuren ausgebaut.

## Galerie

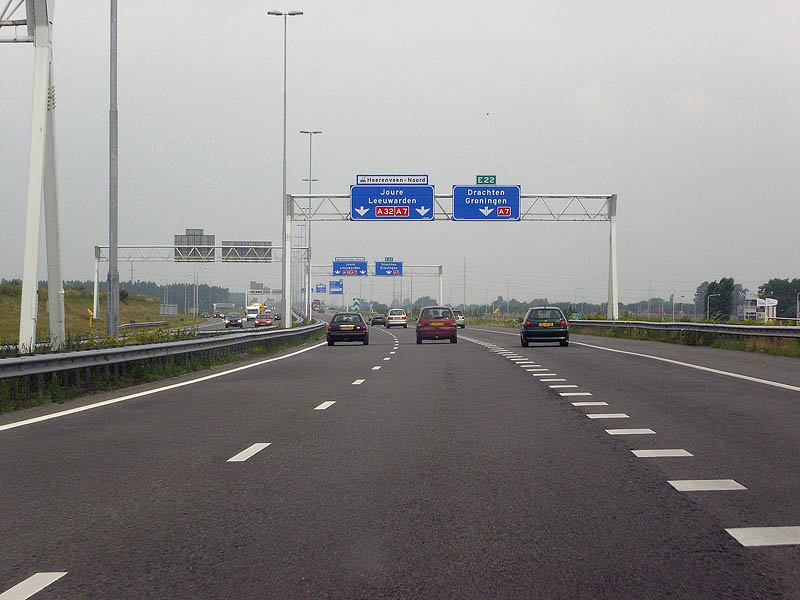
Knooppunt Heerenveen
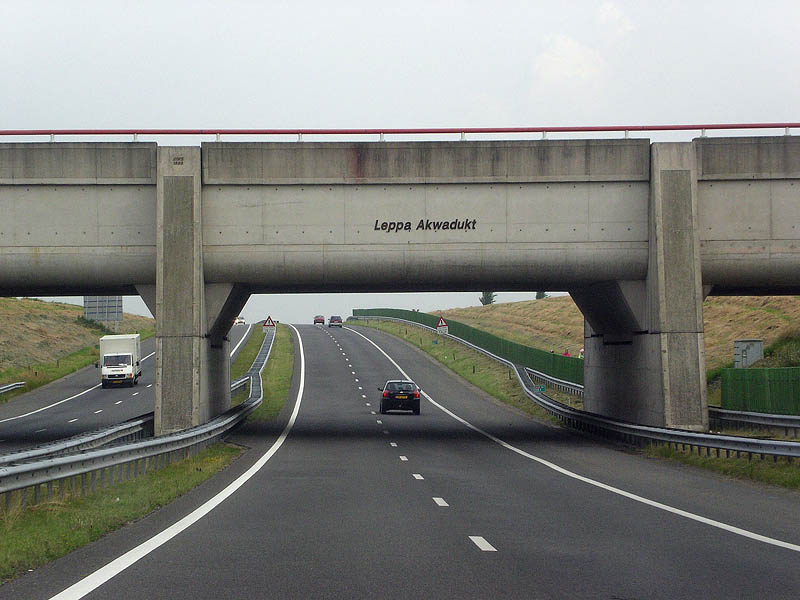
Leppa Aquaduct bei Akkrum
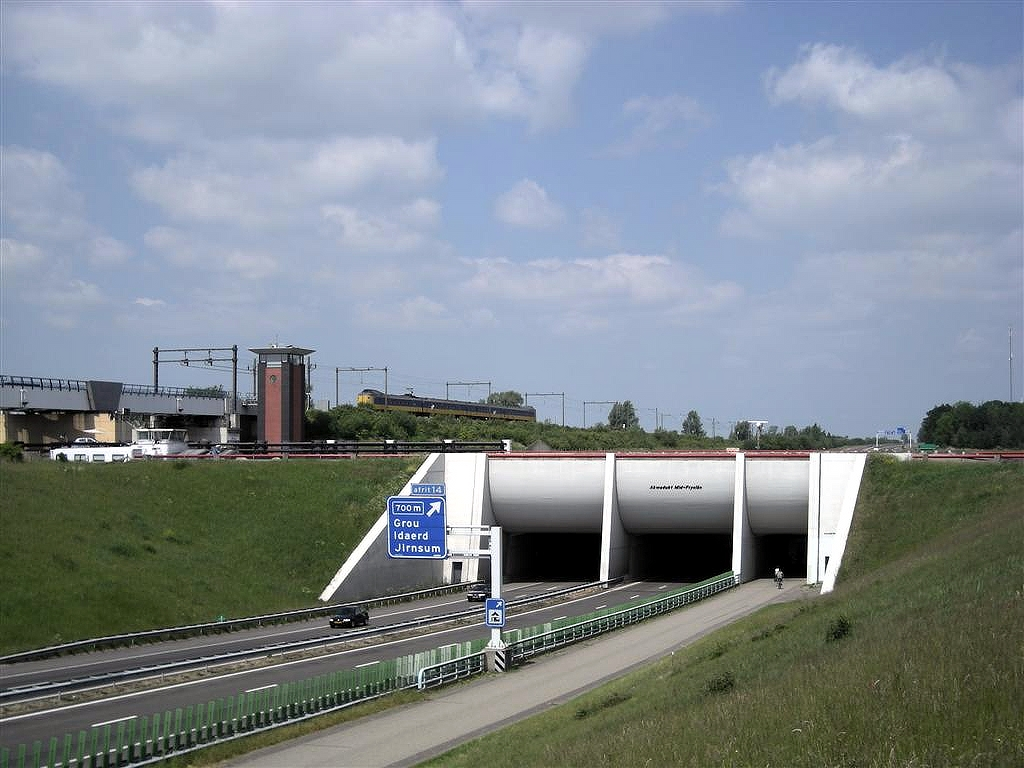
Akwadukt Mid-Fryslân bei Grou